# WEBDA
 (février 2019).
Si vous disposez d'ouvrages ou d'articles de référence ou si vous connaissez des sites web de qualité traitant du thème abordé ici, merci de compléter l'article en donnant les références utiles à sa vérifiabilité et en les liant à la section « Notes et références ».
WEBDA est une base de données consacrée aux amas stellaires de la Voie Lactée et des Nuages de Magellan. Développée à l'origine par Jean-Claude Mermilliod du Laboratoire d'astrophysique de l'EPFL (Suisse), le développement et la maintenance sont actuellement assurés par Ernst Paunzen, Christian Stütz et Jan Janik du département de physique théorique et d'astrophysique de l'Université Masaryk, Brno (République tchèque) .